# Lepidochrysops loewensteini
Lepidochrysops loewensteini är en fjärilsart som beskrevs av Swanepoel 1951. Lepidochrysops loewensteini ingår i släktet Lepidochrysops och familjen juvelvingar. IUCN kategoriserar arten globalt som sårbar. Inga underarter finns listade i Catalogue of Life.